# Andreas Mau
Andreas Mau (* 20. Oktober 1962) ist ein ehemaliger deutscher Handballspieler und seit 1998 Physiotherapeut der Handball-Bundesliga-Mannschaft SG Flensburg-Handewitt.
Der 1,86 m große Kreisläufer spielte ab 1983 für den TSB Flensburg, der 1990 mit der SG Weiche-Handewitt zur SG Flensburg-Handewitt fusionierte. Mit der SG stieg er 1991/92 mit 52:0 Punkten in die 1. Bundesliga auf. Nach dem Fastabstieg 1992/93 etablierte er sich mit den Grenzstädtern in der Spitzengruppe der Liga und wurde dreimal Vizemeister. Mit dem EHF-Pokal 1997 und dem City-Cup 1999 gewann er zwei internationale Titel. 1999 beendete er seine Karriere.
Seit 1998 arbeitet der ausgebildete Physiotherapeut und Osteopath im medizinischen Team der SG Flensburg-Handewitt sowie seit 2000 in seiner eigenen Praxis in Flensburg.